# Улыбка Моны Лизы
«Улыбка Моны Лизы» (англ. Mona Lisa Smile) — американский художественный фильм 2003 года режиссёра Майка Ньюэлла. В главных ролях — Джулия Робертс, Кирстен Данст и Джулия Стайлз.
Теглайн фильма:
They had everything. She showed them more.
У них было всё. Она показала им больше.

## Сюжет
«Улыбка Моны Лизы» рассказывает историю учительницы-феминистки Кэтрин Энн Уотсон, которая оставляет своего молодого человека в Лос-Анджелесе, чтобы преподавать в консервативном частном женском колледже Уэлсли в Массачусетсе.
Кэтрин пытается внушить своим студенткам, что они свободны делать со своими жизнями всё, что хочется. Она призывает учениц поверить в себя, учиться, чтобы создать профессиональную карьеру и самим обеспечить своё будущее. Она использует свои уроки искусства, чтобы доказать девушкам, что они не должны подчиняться стереотипам о том, что женщины рождаются быть домохозяйками и матерями. Она чувствует, что женщины могут в жизни больше, чем просто принимать свою роль жены и матери.
Однако, идеи и методы преподавания Уотсон не соответствуют взглядам школьного директора, консервативной женщины, по мнению которой, Уотсон не должна использовать свои курсы как средство подружиться со студентками и выражать свою точку зрения. Уотсон получает предупреждение о возможности потерять работу, если всё будет продолжаться в том же духе.
Неустрашимая Кэтрин становится строже в своих речах о феминизме и будущем женщин. Она считает, что положение женщины в обществе должно измениться и что она должна внушить жажду изменений своим студенткам. Мотивированные Кэтрин, многие ученицы смотрят на свою жизнь иначе, задумываются над тем, чего же они хотят на самом деле, набираются храбрости сломать рамки стереотипов и бороться за своё право жить так, как они считают нужным, и становятся целостными личностями.
В конце учебного года выясняется, что она — популярнейший в среде учениц преподаватель, и Попечительский Совет продлевает её контракт, но с условием: работать строго в рамках принятой учебной программы. Не желая подчиняться требованиям руководства колледжа, Кэтрин решает оставить учебное заведение. В момент, когда она покидает колледж, студентки едут на велосипедах вслед за её машиной, тем самым выражая свою преданность, привязанность и благодарность за её уроки.

## В ролях
| Актёр               | Роль                    |
| ------------------- | ----------------------- |
| Джулия Робертс      | Кэтрин Уотсон           |
| Кирстен Данст       | Элизабэт «Бэтти» Уорен  |
| Джулия Стайлз       | Джоан Бэдуин            |
| Мэгги Джилленхол    | Джизелл Ливи            |
| Джиннифер Гудвин    | Констанс «Конни» Бэйкер |
| Доминик Уэст        | Билл Данбар             |
| Джульет Стивенсон   | Аманда Армстронг        |
| Марсия Гэй Харден   | Нэнси Эбби              |
| Джон Слэттери       | Пол Мур                 |
| Тофер Грейс         | Томми Донэгал           |
| Мэриан Сэлдес       | Президент Джозелин Карр |
| Эбон Мосс-Бакрак    | Чарли Стюарт            |
| Лора Аллен          | Сьюзан Дэлакорт         |
| Эмили Бауэр         | Студентка               |
| Тори Амос           | Певица на свадьбе       |
| Лиза Робертс Гиллан | Мисс Албини             |
| Эмили Эби           | Мисс Робин              |
| Тейлор Робертс      | Луиз                    |
| Мэри С. Паско       | Фотограф                |

## Интересные факты
- За фильм Джулия Робертс получила беспрецедентный гонорар в 25 миллионов долларов[3].
- Композиция из фильма «The Heart Of Every Girl» была номинирована на «Золотой Глобус» в категории «Лучшая песня».

## Саундтрек
1. «Mona Lisa» — Seal
2. «You Belong To Me» — Тори Эймос
3. «Bewitched Bothered and Bewildered» — Селин Дион
4. «The Heart Of Every Girl» — Элтон Джон
5. «Santa Baby» — Мэйси Грэй
6. «Murder, He Says» — Тори Эймос
7. «Bésame Mucho» — Крис Айзек
8. «Secret Love» — Мэнди Мур
9. «What’ll I Do» — Элисон Краусс
10. «Istanbul (Not Constantinople)» — Trevor Horn Orchestra
11. «Sh Boom» — Trevor Horn Orchestra
12. «I’m Beginning To See The Light» — Келли Роуленд
13. «I’ve Got The World On A String» — Лиза Стэнсфилд
14. «Smile» — Барбра Стрейзанд
15. «Suite» — Рэйчел Портман

## Сборы
В премьерные выходные, картина заняла 2 позицию после фильма «Властелин колец: Возвращение короля» по кассовым сборам в США, собрав $11 528 498. К концу проката, фильм собрал в мире $141 337 989 при бюджете $65 млн.

## Критика
Сайт Rotten Tomatoes даёт фильму 35%-ный «гнилой» рейтинг критиков, основанный на 149 рецензиях. В типичном обзоре Клаудия Пуиг из «USA Today» написала, что «это сниженное „Общество мертвых поэтов“ — без его убедительной драмы и вдохновения. В схожей роли профессора Джулия Робертс менее убедительна, чем Робин Уильямс. И студентки далеко не так интересны и симпатичны, как там. Неужели Уотсон была единственной преподавательницей в Уэлсли, которая пыталась заставить лучших и умнейших учениц страны мыслить нестандартно?» Вместо увлекательного исследования той эпохи получился фильм со смутными жалобами, анахроничный и посредственный.
Элизабет М. Тамни из «Chicago Reader» разделяет эту негативную оценку: «Отчасти проблема в том, что это голливудский фильм, а Голливуд не очень хорошо изображает умственную жизнь. И Джулия Робертс не помогает — она вам либо нравится, либо нет, но это мало связано с талантом».